# Gli indifferenti
Gli indifferenti è il romanzo d'esordio di Alberto Moravia pubblicato nel 1929.
Lo scrittore iniziò la stesura del libro a Bressanone, dove si era recato per la convalescenza dalla malattia di Pott, una patologia delle ossa.

## Trama
I fratelli Carla e Michele Ardengo sono due giovani incapaci di provare veri sentimenti, in balia della noia (tema fondamentale, collegato alla sua opera La noia, per una comprensione totale dell'opera) e dell'indifferenza di fronte al declino sociale ed economico della loro famiglia. Mariagrazia, la madre rimasta vedova, trascorre una vita abitudinaria e legata ai cliché morali della borghesia, in uno stato di inconsapevolezza. Nel giorno del ventiquattresimo compleanno di Carla, Leo Merumeci (l'amante della madre Mariagrazia) tenta di approfittare della giovane, facendola ubriacare. Il tentativo però fallisce perché Carla si sente male e vomita.
Mariagrazia intanto, visto che l'amante la trascura, è convinta che egli abbia un'altra donna e senza rendersi conto della situazione pensa che questa sia la sua amica Lisa (la quale, a dire il vero, era pur stata precedentemente amante di Leo). Lisa è invece invaghita del giovane Michele che, come sua sorella Carla, non è che un debole: pur insofferente di ciò che lo circonda, consapevole che Leo circuisce sua madre per impossessarsi della loro villa di famiglia, è incapace di reagire. Michele s'accorge dell'attrazione che Lisa prova per lui, quindi si lascia passivamente corteggiare, senza manifestare alcun segno di coinvolgimento sentimentale. Lisa intanto, piccata per la sostanziale indifferenza di Michele nei suoi confronti, vuole punzecchiarlo, sicché l'informa della segreta relazione di Carla con l'amante della loro madre. Michele ne rimane colpito, ma la rabbia che dimostra non è sincera: nemmeno l'immagine della sorella violata da Leo riesce a scuoterlo dalla sua indifferenza.
Comunque Michele si sente in dovere di affrontare finalmente Leo per vendicare l'onore familiare. Comprata una pistola, si reca a casa di Leo con l'intenzione di sparargli. Ne esce umiliato e perdente, poiché gli spara dimenticandosi di caricare l'arma. Per evitare che la villa sia venduta a un miglior offerente, Leo, timoroso di vanificare quanto ha cercato di ottenere, chiede a Carla di sposarlo. Carla, nonostante lo disprezzi e non lo ami, è attratta dall'idea di una nuova vita benestante e borghese che assicuri il benessere a se stessa, alla madre ed al fratello. Con freddezza accetterà la proposta di matrimonio, rinunciando al sentimento, ma forse non alla passione. Il romanzo si chiude con un finale sospeso: Carla e Mariagrazia che si recano a un ballo in maschera, con la figlia che ancora deve comunicare alla madre la sua decisione di sposare Leo.

## Analisi dell'opera

### Contenuto
Nel romanzo Moravia riesce a rendere con perfetto realismo le meschinità e le ipocrisie di una società, come quella della borghesia, inautentica, convenzionale, sdoppiata falsamente da ciò che ciascuno pensa e da ciò che viene detto, in un clima di costante menzogna. I due giovani fratelli soffrono, ma si adattano passivamente mentre Leo, personaggio immune da qualsiasi remora o crisi di coscienza, è disposto con ogni mezzo a raggiungere i suoi scopi. Egli rispecchia, nella descrizione che ne fa Moravia, la sgradevolezza anche nei tratti fisici: coperto da precoce calvizie, rosso in volto, volgare e in preda spesso alla libidine.

### Forma e linguaggio
Sul piano formale il romanzo fornisce un esempio di prosa sagace, precisa, aderente alle cose, realistica in aperto contrasto con quella dominante in quel periodo e nel precedente. Un certo alone di scandalo, per la scabrosità della vicenda non fu estraneo al successo del romanzo, ma ciò che disturbò maggiormente la classe dirigente fu la sincerità con cui Moravia era riuscito a denunciare la vacuità morale della borghesia degli anni Venti e Trenta: essa, infatti, incapace di ricercare una nuova ed autonoma via morale, finì per far propri i principi del fascismo, che a loro volta avevano le proprie radici nella borghesia patriottica della prima metà dell'Ottocento, con esiti, come si evince nel libro, a dir poco grotteschi.
Oltre all'indifferenza, cioè al rifiuto di ogni problematica morale, altri temi sono: l'incomunicabilità e il velleitarismo impotente di fronte ad una vita concepita come destino da subire. Il romanzo venne concepito da Moravia come una grottesca tragedia. Esso è diviso in sedici capitoli scritti con un linguaggio essenziale, quasi scarno, tutto proteso ad evidenziare l'ambiente entro il quale si muovono i personaggi e a rendere in modo chiaro i pensieri che attraversano loro la mente.

### I personaggi
I personaggi, che rappresentano il dramma di una intera generazione, sono tutti inetti, incapaci di accostarsi alla vita e di provare sincere passioni e molto vicini ai personaggi sveviani e pirandelliani. Come dice il titolo, sono proprio indifferenti nei confronti della vita e di tutte le emozioni che hanno.

## Edizioni
- Gli indifferenti, Edizioni Alpes, Milano, 1929, pp. 325.
- Gli indifferenti, Collezione I Corvi, Milano, Corbaccio, 1933.
- Gli indifferenti, Gianni Darsena, Roma, luglio 1945, pp. 287.
- Gli indifferenti, Milano, Bompiani, 1964,  p. 350.

## Opere derivate

### Cinema
- Gli indifferenti, regia di Francesco Maselli (1964) principali interpreti: Claudia Cardinale, Shelley Winters, Paulette Goddard, Rod Steiger, Tomas Milian.
- Gli indifferenti, regia di Leonardo Guerra Seràgnoli (2020) principali interpreti: Valeria Bruni Tedeschi, Giovanna Mezzogiorno, Beatrice Grannò, Edoardo Pesce, Vincenzo Crea.

### Sceneggiati televisivi
- Gli indifferenti, miniserie, regia di Mauro Bolognini (1988) principali interpreti: Laura Antonelli, Liv Ullmann, Isabelle Pasco, Peter Fonda, Stefano Davanzati.